# Миомир Дашић
Миомир Дашић (Ровца, Беране, 15. новембра 1930 — Подгорицa, 28. октобар 2020) био је црногорски историчар и редовни члан ЦАНУ.

## Биографија
Основну школу завршио је у родном мјесту, а Вишу реалну гимназију у Беранама. Дипломирао је историјске науке на Филозофском факултету у Београду 1954. године. Магистар историјских наука постао је на Филозофском факултету у Београду 1961. На Филозофском факултету у Београду 1980. године стекао звање доктора наука са дисертацијом ""Црна Гора и ослободилачки покрети у Горњем Полимљу од почетка XIX вијека до Берлинског конгреса".
Од 1954. до 1962. године био је професор гиманзије у Беранама, а потом њен директор (1962-1972). Од октобра 1972. године радио је као руководилац Сектора за културу и науку у Републичком заводу за међународну научну, културну и техничку сарадњу Црне Горе у Подгорици и истовремено био професор на Педагошкој академији у Никшићу.
На Филозофском факултету у Никшићу биран је за ванредног (1981) и редовног професора (1985) за предмете Историја југословенских народа у новом вијеку и Увод у историју са основама помоћних историјских наука. Као универзитетски професор држао је предавања, по позиву, у готово свим већим универзитетским центрима у СФРЈ, а у иностранству на историјским факултетима и катедрама универзитета у Москви, Кијеву, Утрехту, Кракову и др. Студијски је боравио на универзитетима у Паризу (1958, 1961, 1973, 1974. и 1979), Утрехту (Холандија, 1982) и Кракову (Пољска, 1978. и 1981). На Високој педагошкој школи у Кракову одржао је више предавања о историјско-културним везама Црногораца и Пољака у 19. вијеку. У Утрехту је на Институту за славистику одржао курс о Историји Црне Горе од 15. до почетка 20. вијека.
Са научним саопштењима наступао је на међународним научним скуповима у Москви, Бечу, Анкари, Барију, Београду, Љубљани, Марибору, Загребу, Транију, Софији, Прагу, Подгорици, Бањалуци, Скопљу и др. Предмет његовог научног интересовања креће се од завичајне, националне, до балканске и опште историје, као и методологије историјске науке. Под његовим менторством израђено је више магистарских радова и докторских дисертација.
За ванредног члана Црногорске академије наука и умјетности изабран је 1991. а за редовног 1997. године. Од 1993. до 1997. године био је секретар Ођељења друштвених наука, а од 1997. до 2001. године потпредсједник ЦАНУ.
За иностраног члана Руске академије природних и друштвених наука изабран је 1998. године. У знак признања за успешну сарадњу са Краковским универзитетом и Високом педагошком школом у Кракову, одликован је Медаљом Универзитета у Кракову.
Од 1974. до 1979. године био предсједник Друштва историчара Црне Горе и члан Предсједништва Савеза Југославије (1974–1985). За предсједника Савеза историчара Југославије изабран је 1985. године и ту функцију обављао је до 1989. године.
За шест деценија научног рада објавио је 12 књига, око 270 студија, расправа, чланака и историјских есеја, око 420 критичких осврта, рецензија, полемика, више од 130 научних и стручних реферата и саопштења, а библиографија његових радова има 830 јединица.
Миомир Дашић има троје дјеце. Живио је у Подгорици где је и преминуо.

## Радови о Миомиру Дашићу
О Дашићевом раду објављене су књиге:
- Биобиблиографија академика Миомира Дашића (2007);
- Дјело академика Миомира Дашића у огледалу стручне и научне критике (2008)

Одржан је и округли сто:
- Дјело академика Миомира Дашића у огледалу стручне и научне критике – Бијело Поље (2010)

## Дјела
- Ослободилачки покрет у Доњим Васојевићима 1861. и 1862. и његов одјек у Санџаку (1982)
- Васојевићи од помена до 1860. године (1986)
- Увод у историју са основама помоћних историјских наука (1988)
- Васојевићи у устанцима 1860‒1878. године (1992)
- Карађорђевићи из Васојевића (1996)
- Огледи из историје Црне Горе (Студије о догађајима од XVIII вијека до 1918) (2000)
- Незаобилазно у историографији Црне Горе (прилози науци) (2003)
- Шекулар и Шекуларци од помена до 1941 (2006)
- Биобиблиографија академика Миомира Дашића (2006)
- Ровца код Берана (2008)
- О историчарима ЦАНУ (2011)
- Спорења у историографији. О врлинама и манама „Учитељице живота“(Подгорица – Бијело Поље, (2014)